# What You Do
What You Do è un singolo della cantante polacca Margaret, pubblicato nel 2017 dall'etichetta discografica Extensive Music.
Il singolo è stato scritto da Margaret, Arash Labaf, Robert Uhlmann, Anderz Wrethov e Thomas Karlsson e prodotta da Uhlmann, Labaf e Wrethov, con coproduzione di Alex Papaconstantinou.

## Tracce
1. What You Do – 3:04
2. What You Do (Extended) – 4:42

## Classifiche
| Classifica (2017) | Posizione massima |
| ----------------- | ----------------- |
| Polonia           | 14                |
| Russia            | 200               |